# Cyrtandra multifolia
Cyrtandra multifolia är en tvåhjärtbladig växtart som beskrevs av Elmer Drew Merrill. Cyrtandra multifolia ingår i släktet Cyrtandra och familjen Gesneriaceae. Inga underarter finns listade i Catalogue of Life.